# Церклє-на-Горенськем (община)
Церклє-на-Горенськем (словен. Občina Cerklje na Gorenjskem) — одна з общин в північно-західній  Словенії. Адміністративним центром є місто Церклє-на-Горенськем.

## Характеристика
Мальовниче природне середовище й культурний ландшафт знаходить своє відображення в способі життя місцевих жителів.

## Населення
У 2010 році в общині проживало 7084 осіб, 3542 чоловіків і 3542 жінок. Чисельність економічно активного населення (за місцем проживання), 2945 осіб. Середня щомісячна чиста заробітна плата одного працівника (EUR), 1173,70 (в середньому по Словенії 966.62). Приблизно кожен другий житель у громаді має автомобіль (56 автомобілів на 100 жителів). Середній вік жителів склав 38,7 роки (в середньому по Словенії 41.6). 